# Jagoda Adamus
Jagoda Teresa Adamus (ur. 14 października 1958 w Bielsku-Białej, zm. 23 czerwca 2014 tamże) – profesor sztuk plastycznych, nauczyciel akademicki Uniwersytetu Śląskiego w Katowicach. Artysta malarz, teoretyk i historyk sztuki.
Absolwentka Państwowej Wyższej Szkoły Sztuk Pięknych w Łodzi. Długoletni nauczyciel malarstwa i historii sztuki w Liceum Sztuk Plastycznych w Bielsku-Białej. W Instytucie Sztuki Uniwersytetu Śląskiego w Cieszynie, prowadziła zajęcia w pracowni malarstwa.
Brała udział w ponad 160 wystawach krajowych i zagranicznych.